# Bosseval-et-Briancourt
Bosseval-et-Briancourt è un ex comune francese di 431 abitanti situato nel dipartimento delle Ardenne nella regione del Grand Est. Il 1º gennaio 2017 è stato accorpato al comune di Vrigne aux Bois.

## Società

### Evoluzione demografica
Abitanti censiti